# Zabłocie (Tarnów)
Zabłocie – część miasta Tarnów, położona na południe od centrum miasta. Rozpościera się w rejonie ulic Zamkowej i Zgody.
Włączone do Tarnowa w 1846 roku. Gmina jednostkowa Zabłocie Vorstadt przetrwała znacznie dłużej.